# 中華人民共和国の勲章褒章記念章リスト

中華人民共和国の国旗

様々な政治的理由により、2016年以前の中華人民共和国（中国・大陸中国）の国家栄典制度は完璧に空白状態であり、スイスやアンドラなど少数の国と同様に、国家級の勲章を設けない珍しい国であった。
以下は中華人民共和国建国後に発行された大陸中国の勲章、褒章、記念章を挙げる（中華人民共和国の各省庁、中国人民解放軍や地方政府の褒章を含む）。

## 歴史
清末から中華民国の時期にかけて（また現在の台湾政府でも）多くの勲章が発行されているが、大陸部に毛沢東率いる中国共産党によって中華人民共和国が建国された初期には、国家による栄典制度は「旧社会」の遺物であると考えられていた。新中国の人民が勲章などを求めることで、社会的な個人主義や利己主義の横行を助長することが懸念され、また当時の「大公無私」という政治的な道徳規準に符合していなかったため、中国では国家的な栄典制度を整え確立することができなかった。
文化大革命の間に勲章は「破四旧」の範囲であり修正主義の産物とされ、文革前に人民解放軍によって発行されていた、国共内戦や抗日戦争の参加者に与えられていた勲章・褒章が廃止される。この期間に多くの勲章、褒章が紅衛兵や造反派による破壊、強盗に遭い、例えば黄克誠大将の三大勲章は強盗され、彼の五五式礼服も行方不明となっている。
文革が終結し改革開放時代となった後、中国の各部門（中国人民解放軍、公安部など）は栄典制度を回復し、独自のメダルを構成員に授与したりしはじめたが、中国の国家としての栄典は再制定されなかった。
改革開放以降、中国の各界から政府に対して多くの人々が、栄典制度を改善し国家の勲章を制定し授与するよう要求してきた。2007年、中華人民共和国民政部は「中華の子女が共同の価値観で団結するため」に、「数年以内に包括的な国家の栄典制度」を提案した。2015年12月27日、第12期全国人民代表大会常務委員会第18回会議は《中華人民共和国国家勲章および国家栄誉称号法》を通過させ、同法は翌年1月1日に施行された。それによれば、中国政府は「共和国勲章」と「友誼勲章」を制定し、それぞれ定められた資格ある人々に授与されることになっている。
2016年4月、中国共産党中央委員会は共産党と国家に対する功績・栄誉の表彰に関して調整業務を行う「党・国家勲功栄誉表彰工作委員会」の発足を決定した。2017年7月、中央委員会は工作委員会が制定した《中国共産党党内勲功栄誉表彰条例》《国家勲功栄誉表彰条例》《軍隊勲功栄誉表彰条例》《「共和国勲章」および国家栄養称号授与弁法》《「七一勲章」授与弁法》《「友誼勲章」授与弁法》を実施し、また党・国家・軍隊の勲功栄誉名簿を作成することを裁可した。これにより、中華人民共和国は「五章一簿」という勲功制度の根幹を統一し、勲功・栄誉に対する表彰制度を確立した。

## 中国共産党

### 勲章
| 名称     | 中国語名称 | 略章 | 等級 | 授与対象者                                                                  | 発表日時      | 初の授与      | 現状   |
| -------- | ---------- | ---- | ---- | --------------------------------------------------------------------------- | ------------- | ------------- | ------ |
| 七一勲章 | 七一勋章   |      |      | 中国特色社会主義(zh）事業や党の新しいプロジェクトで傑出した貢献をなした党員 | 2017年7月12日 | 2021年6月29日 | 発行中 |

## 中華人民共和国政府

### 勲章
| 名称             | 中国語名称       | 略章 | 等級 | 授与対象者 | 発表日時      | 初の授与      | 現状     |
| ---------------- | ---------------- | ---- | ---- | --- | ------------- | ------------- | -------- |
| 共和国勲章       | 共和国勋章       |      |      | 中国特色社会主義(zh）の建設、国家の防衛に非常に顕著な貢献をなし、卓越した勲功ある傑出した人物 党や国家、人民のために大なる貢献をなした、卓越した勲功ある傑出した人物 | 2016年1月1日  | 2019年9月29日 | 発行中   |
| 友好勲章         | 友谊勋章         |      |      | 中国にあって社会主義の現代化に貢献し内外の交流を促進し 、世界平和を維持するために顕著な貢献をなした外国人 | 2016年1月1日  | 2018年6月8日  | 発行中   |
| 中ソ友好万歳勲章 | 中苏友谊万岁勋章 |      |      | 中ソ友好に貢献した中国とソ連の人物 | 1951年        | 1951年        | 発行停止 |
| 八一勲章         | 八一勋章         |      | 1級  | 土地革命戦争（第一次国共内戦）の功労者で、重大な過失のない師（師団）級以上の幹部 | 1955年2月12日 | 1955年9月27日 | 発行停止 |
| 八一勲章         | 八一勋章         |      | 2級  | 土地革命戦争の功労者で、重大な過失のない団（連隊）・営（大隊）級の幹部 | 1955年2月12日 | 1955年9月27日 | 発行停止 |
| 八一勲章         | 八一勋章         |      | 3級  | 次の条件のうちどれかに当てはまる者 - 1935年10月20日までに中国工農紅軍第1方面軍に参加した者 - 1936年9月30日までに中国工農紅軍第2方面軍または第4方面軍に参加した者 - 1935年9月30日までに陝北赤軍または紅軍第25軍に参加した者 - 1937年7月6日までに各地でゲリラ活動や東北抗日聯軍を堅持した者で連（中隊）級以下の人員                                                                                              | 1955年2月12日 | 1955年9月27日 | 発行停止 |
| 独立自由勲章     | 独立自由勋章     |      | 1級  | 抗日戦争（日中戦争）に参加した者で、次の条件のうちどれかに当てはまる者 - 中国工農紅軍部隊が八路軍へ改編された際に旅（旅団）級・同相当級またはそれ以上であった幹部 - 中国工農紅軍部隊が新四軍へ改編された際に支隊級・同相当級またはそれ以上であった幹部 - 中国共産党が指導した抗日遊撃隊で新四軍の師（師団）級に相当するかそれ以上であった幹部 - 上記部隊において縦隊（軍団）級に相当するかそれ以上であった幹部 | 1955年2月12日 | 1955年9月27日 | 発行停止 |
| 独立自由勲章     | 独立自由勋章     |      | 2級  | 抗日戦争に参加した者で、次の条件のうちどれかに当てはまる者 - 中国共産党が指導した八路軍、新四軍、抗日遊撃隊の旅（旅団）級またはそれに相当した幹部 - 上記部隊の団（連隊）級またはそれに相当した幹部 | 1955年2月12日 | 1955年9月27日 | 発行停止 |
| 独立自由勲章     | 独立自由勋章     |      | 3級  | 抗日戦争に参加した者で、次の条件のうちどれかに当てはまる者 - 中国共産党が指導した八路軍、新四軍、抗日遊撃隊の営（大隊）級またはそれに相当した幹部 - 上記部隊の連（中隊）級またはそれに相当した幹部 | 1955年2月12日 | 1955年9月27日 | 発行停止 |
| 解放勲章         | 解放勋章         |      | 1級  | 解放戦争（第二次国共内戦）に参加した者で、次の条件のうちどれかに当てはまる者 - 解放戦争期間中に軍（軍団）級以上を任され、またはそれに相当した解放軍幹部 - 国民政府軍の一個軍団以上を蜂起に直接導く功のあった元国軍軍人 | 1955年2月12日 | 1955年9月27日 | 発行停止 |
| 解放勲章         | 解放勋章         |      | 2級  | 解放戦争に参加した者で、次の条件のうちどれかに当てはまる者 - 解放戦争期間中に師（師団）級またはそれに相当した解放軍幹部 - 国民政府軍の一個師団を蜂起に直接導く功のあった元国軍軍人 | 1955年2月12日 | 1955年9月27日 | 発行停止 |
| 解放勲章         | 解放勋章         |      | 3級  | 解放戦争に参加した者で、次の条件のうちどれかに当てはまる者 - 解放戦争期間中に団（連隊）・営（大隊）級またはそれに相当した解放軍幹部 *国民政府軍の一個連隊を蜂起に直接導く功のあった元国軍軍人 | 1955年2月12日 | 1955年9月27日 | 発行停止 |

### 褒章
| 名称                   | 中国語名称             | 略章 | 等級 | 授与対象者 | 発表日時       | 初の授与       | 現状                               |
| ---------------------- | ---------------------- | ---- | ---- | --- | -------------- | -------------- | ---------------------------------- |
| 国家栄誉称号褒章       | 国家荣誉称号奖章       |      |      | 経済、社会、国防、外交、教育、科学技術、文化、衛生、体育などの各領域で重大な貢献をなし、高い名声を得た傑出した人物 | 2016年1月1日   | 2019年9月29日  | 発行中                             |
| 両弾一星勲功褒章       | 两弹一星功勋奖章       |      |      | 「両弾一星」事業、すなわち核弾（核兵器）・飛弾（ミサイル）・人造衛星（人工衛星）の開発において突出して貢献した人物 | 1999年9月18日  | 1999年9月18日  | 発行停止中、ただし一度再発行された |
| 中国政府友好賞褒章     | 中国政府友谊奖奖章     |      |      | 中国の社会主義を現代化し、改革開放政策の事業において突出して貢献した外国の専門家 | 1991年         |                | 発行中                             |
| 宇宙勲功褒章           | 航天功勋奖章           |      |      | 神舟計画に参加し宇宙船に搭乗した宇宙飛行士 | 2003年8月      | 2003年11月7日  | 発行中                             |
| 改革先鋒褒章           | 改革先锋奖章           |      |      | 中国の改革開放事業において傑出して貢献した人物 | 2018年12月18日 | 2018年12月18日 | 発行中                             |
| 中国改革友好褒章       | 中国改革友谊奖章       |      |      | 中国の改革開放事業を支持し援助した外国人 | 2018年12月18日 | 2018年12月18日 | 発行中                             |
| 国家最高科学技術賞褒章 | 国家最高科学技术奖奖章 |      |      | 現代の科学技術分野で大きな進歩をとげ、または科学技術の発展において卓越した業績を上げた者、技術革新・ハイテク産業化および経済的・社会的利益の創出に功のあった科学労働者                                                                                                | 2019年1月8日   |                | 発行中                             |
| 国際科学技術協力賞褒章 | 国际科学技术合作奖奖章 |      |      | 中国の科学技術に事業において傑出した貢献をなした外国人あるいは組織 | 2019年1月8日   |                | 発行中                             |
| 八一褒章               | 八一奖章               |      |      | 1937年7月6日までに中国工農紅軍に参加した者で、八一勲章を授与されなかった者 | 1955年2月12日  | 1955年9月27日  | 発行停止                           |
| 独立自由褒章           | 独立自由奖章           |      |      | 抗日戦争に参加した者で、次の条件のうちどれかに当てはまる者 - 八路軍や新四軍に参加しまたは中国共産党が指導する抗日遊撃隊に2年以上脱産して（専業的に）参加した者 - 上記部隊への参加期間が2年に満たなくとも、作戦行動のため負傷し後遺症が残った小隊級以下の人員          | 1955年2月12日  | 1955年9月27日  | 発行停止                           |
| 解放褒章               | 解放奖章               |      |      | 解放戦争の時期に中国人民解放軍に参加した者で、次の条件のうちどれかに当てはまる者 - 解放軍に2年以上参加した者 - 解放軍への参加期間が2年に満たなくとも、作戦行動のため負傷し廃兵となった者 - 解放戦争の時期に国民党軍の部隊を直接一個大隊以上率いて蜂起させた功のある者 | 1955年2月12日  | 1955年9月27日  | 発行停止                           |

### 記念章
| 名称                             | 中国語名称                           | 略章 | 等級 | 授与対象者                                                             | 発表日時     | 初の授与     | 現状     |
| -------------------------------- | ------------------------------------ | ---- | ---- | ---------------------------------------------------------------------- | ------------ | ------------ | -------- |
| 暴動平定記念章                   | 平息暴乱纪念章                       |      |      | 六四事件において、暴動平定（デモ鎮圧）行動に参加した戒厳部隊の将兵     | 1989年       | 1989年       | 発行停止 |
| 中国人民抗日戦争勝利60周年記念章 | 纪念中国人民抗日战争胜利60周年纪念章 |      |      | 中国にいて健在の抗日戦争を戦った老兵士、老同志および抗日将校やその遺族 | 2005年9月3日 | 2005年9月3日 | 発行停止 |
| 中国人民抗日戦争勝利70週年記念章 | 纪念中国人民抗日战争胜利70周年纪念章 |      |      | 中国にいて健在の抗日戦争を戦った老兵士、老同志および抗日将校やその遺族 | 2015年9月3日 | 2015年9月3日 | 発行停止 |

## 中国人民解放軍

### 勲章
| 名称           | 中国語名称     | 略章 | 等級 | 授与対象者 | 発表日時      | 初の授与      | 現状     |
| -------------- | -------------- | ---- | ---- | --- | ------------- | ------------- | -------- |
| 八一勲章       | 八一勋章       |      |      | 国家の主権や安全を維持し、利益を発展させ、国防を推進し軍隊を現代化する中で、卓越した勲功ある軍隊の人員 | 2017年6月12日 | 2017年7月28日 | 発行中   |
| 英雄模範勲章   | 英雄模范勋章   |      | 1級  | 規律を守り、作戦その他の方面で顕著な功績がある、模範的と称される団（連隊）級以上の士官 中央軍事委員会主席により授与される | 2011年8月1日  | 2011年8月1日  | 発行中   |
| 英雄模範勲章   | 英雄模范勋章   |      | 2級  | 規律を守り、作戦その他の方面で顕著な功績がある、模範的と称される営（大隊）級以上の士官および下士官兵 大軍区司令員および政治委員により授与される | 2011年8月1日  | 2011年8月1日  | 発行中   |
| 紅星勲功栄誉章 | 红星功勋荣誉章 |      | 1級  | 通称「紅星勲章」 授与対象者は次の条件のどれかに当てはまる者 - 1937年7月6日以前に入隊または革命運動に参加し、1965年5月21日以前に少将以上の階級で引退した幹部 - 1937年7月6日以前に入隊または革命運動に参加し、1965年5月21日以前に省あるいは部の指導的な立場にあって引退した幹部 | 1988年7月1日  | 1988年7月1日  | 発行停止 |
| 紅星勲功栄誉章 | 红星功勋荣誉章 |      | 2級  | 授与対象者は次の条件のどれかに当てはまる者 - 1937年7月6日以前に入隊または革命運動に参加し、1965年5月21日以前に大校（准将・大佐）以下の階級で、あるいは軍隊の階級を与えられないまま引退した幹部 - 1965年5月21日以前に少将以上の階級であったが5月22日以降に降級あるいは免職された引退幹部 - 1965年5月21日以前に省あるいは部の指導的な立場にあったが5月22日以降に降格あるいは罷免された引退幹部 | 1988年7月1日  | 1988年7月1日  | 発行停止 |
| 独立勲功栄誉章 | 独立功勋荣誉章 |      |      | 通称「独立勲章」 授与対象者は次の条件にすべて当てはまる者 - 1937年7月7日から1945年9月2日までの間に入隊または革命運動に参加した引退幹部 - 中央政府、省、自治区、直轄市の党顧問委員会、県級以上の人民代表大会常務委員会、政治協商会議など軍隊以外の部署で職務についていた軍隊幹部 | 1988年7月1日  | 1988年7月1日  | 発行停止 |
| 勝利勲功栄誉章 | 胜利功勋荣誉章 |      |      | 通称「勝利勲章」 授与対象者は次の条件にすべて当てはまる者 - 1945年9月3日から1949年9月30日までの間に入隊または革命運動に参加した引退幹部 - 中央政府、省、自治区、直轄市の党顧問委員会、県級以上の人民代表大会常務委員会、政治協商会議など軍隊以外の部署で職務についていた軍隊幹部 | 1988年7月1日  | 1988年7月1日  | 発行停止 |

### 褒章
| 名称     | 中国語名称 | 略章 | 等級  | 授与対象者                                                                                                 | 発表日時     | 初の授与      | 現状   |
| -------- | ---------- | ---- | ----- | --- | ------------ | ------------- | ------ |
| 立功褒章 | 立功奖章   |      | 1等功 | 軍隊において作戦、訓練、服務、科学研究などの面で突出した成績をもち、偉功卓抜にして重大な貢献を行った人物   | 1951年4月1日 | 1979年3月23日 | 発行中 |
| 立功褒章 | 立功奖章   |      | 2等功 | 軍隊において作戦、訓練、服務、科学研究などの面で突出した成績をもち、顕著な功績があり重要な貢献を行った人物 | 1951年4月1日 | 1979年3月23日 | 発行中 |
| 立功褒章 | 立功奖章   |      | 3等功 | 軍隊において作戦、訓練、服務、科学研究などの面で突出した成績をもち、比較的大きな貢献を行った人物           | 1951年4月1日 | 1979年3月23日 | 発行中 |

### 徽章
| 名称         | 中国語名称   | 略章 | 等級     | 授与対象者                                                                                         | 発表日時     | 初の授与 | 現状   |
| ------------ | ------------ | ---- | -------- | -------------------------------------------------------------------------------------------------- | ------------ | -------- | ------ |
| 優秀兵士徽章 | 优秀士兵证章 |      | 優秀士兵 | 政治思想的に堅固で、軍事技術的に精密で、規律に厳しく、任務をよく遂行し、優秀との評がある兵士       | 1996年8月1日 | 1996年   | 発行中 |
| 優秀兵士徽章 | 优秀士兵证章 |      | 優秀士官 | 政治思想的に堅固で、軍事技術的に精密で、規律に厳しく、任務をよく遂行し、優秀との評がある下士官     | 1996年8月1日 | 1996年   | 発行中 |
| 優秀兵士徽章 | 优秀士兵证章 |      | 優秀学員 | 政治思想的に堅固で、軍事技術的に精密で、規律に厳しく、任務をよく遂行し、優秀との評価がある軍事学生 | 1996年8月1日 | 1996年   | 発行中 |

### 記念章

#### 発行停止されたもの
| 名称                                 | 中国語名称                           | 略章 | 等級 | 授与対象者 | 発表日時       | 初の授与      | 現状     |
| ------------------------------------ | ------------------------------------ | ---- | ---- | --- | -------------- | ------------- | -------- |
| 西南解放勝利記念章                   | 解放西南胜利纪念章                   |      |      | 解放戦争西南戦役（西南地区の戦い）に参加した中国人民解放軍の将兵、および人民解放軍に協力貢献した民間人・労働者               | 1949年11月1日  | 1949年11月1日 | 発行停止 |
| 華中華南解放記念章                   | 解放华中南纪念章                     |      |      | 解放戦争中南戦役（中南地区の戦い）に参加した人民解放軍将兵、および人民解放軍に協力した民兵・労働者                           | 1950年5月1日   | 1950年5月1日  | 発行停止 |
| 華北解放記念章                       | 华北解放纪念章                       |      |      | 解放戦争華北戦役（華北地区の戦い）に参加した人民解放軍将兵、および人民解放軍に協力した民兵・労働者                           | 1950年8月15日  | 1950年8月15日 | 発行停止 |
| 西北解放記念章                       | 解放西北纪念章                       |      |      | 解放戦争西北戦役（西北地区の戦い）に参加した人民解放軍将兵、および人民解放軍に協力貢献した民間人・労働者                     | 1950年8月3日   | 1950年8月3日  | 発行停止 |
| 海南島解放記念章                     | 解放海南岛纪念章                     |      |      | 海南島上陸作戦に参加した人民解放軍将兵                                                                                       | 1950年5月1日   | 1950年5月1日  | 発行停止 |
| 中国人民解放軍戦闘英雄代表会議記念章 | 中国人民解放军战斗英雄代表会议纪念章 |      |      | 全国戦闘英雄代表会議および全国工農平労働模範代表会議に参加した人民解放軍将兵                                                 | 1950年9月25日  | 1950年9月25日 | 発行停止 |
| 抗美援朝記念章                       | 抗美援朝纪念章                       |      |      | 中国人民志願軍として朝鮮戦争に参加した者、および志願軍の支援のため北朝鮮領内で医療、輸送、通訳、停戦工作などの活動を行った者 | [1951年11月1日 | 1951年11月1日 | 発行停止 |
| チベット解放記念章                   | 解放西藏纪念章                       |      |      | チベット侵攻に参加した人民解放軍将兵                                                                                         | 1952年8月1日   | 1952年8月1日  | 発行停止 |
| 英雄記念章                           | 英雄纪念章                           |      |      | 一級～三級英雄の基準を満たすと認められた将兵                                                                                 | 1952年         | 1952年        | 発行停止 |
| 模範記念章                           | 模范纪念章                           |      |      | 一級～三級模範の基準を満たすと認められた将兵                                                                                 | 1952年         | 1952年        | 発行停止 |
| 慰問記念章                           | 慰问纪念章                           |      |      | 人民解放軍の部隊に慰問・宣伝活動を行う『全国人民慰問人民解放軍代表団』が派遣された部隊に、その時所属していた全ての将兵       | 1954年         | 1954年        | 発行停止 |
| 自衛反撃国境防衛記念章               | 自卫还击保卫边疆纪念章               |      |      | 中越戦争に参加した人民解放軍将兵                                                                                             | 1979年         | 1979年        | 発行停止 |
| 共和国衛士記念章                     | 共和国卫士纪念章                     |      |      | 六四事件（天安門事件）において殉職または重傷を負った戒厳部隊の将兵                                                           | 1989年         | 1989年        | 発行停止 |
| 首都衛士記念章                       | 首都卫士纪念章                       |      |      | 六四事件において動員された戒厳部隊の将兵                                                                                     | 1989年         | 1989年        | 発行停止 |

#### 発行中のもの
| 名称               | 中国語名称         | 略章 | 等級 | 授与対象者 | 発表日時     | 初の授与 | 現状   |
| ------------------ | ------------------ | ---- | ---- | --- | ------------ | -------- | ------ |
| 国防服役記念章     | 国防服役纪念章     |      | 金制 | 満35年以上現役で勤続した人民解放軍将兵 | 2011年8月1日 |          | 発行中 |
| 国防服役記念章     | 国防服役纪念章     |      | 銀制 | 満20年以上現役で勤続した人民解放軍将兵 | 2011年8月1日 |          | 発行中 |
| 国防服役記念章     | 国防服役纪念章     |      | 銅制 | 満10年以上現役で勤続した人民解放軍将兵 | 2011年8月1日 |          | 発行中 |
| 衛国戍辺記念章     | 卫国戍边纪念章     |      | 金制 | 銅制記念章授与の条件期間の3倍を超えて、辺境艱難地区での現役任務に就いた将兵。ただし授与の基準となる勤務期間は勤務地によって計算方法が変わる                                      | 2011年8月1日 |          | 発行中 |
| 衛国戍辺記念章     | 卫国戍边纪念章     |      | 銀制 | 銅制記念章授与の条件期間の2倍を超えて、辺境艱難地区での現役任務に就いた将兵。ただし授与の基準となる勤務期間は勤務地によって計算方法が変わる                                      | 2011年8月1日 |          | 発行中 |
| 衛国戍辺記念章     | 卫国戍边纪念章     |      | 銅制 | 辺境艱難地区で現役勤務しなければならない一定の期間を満たした将兵。ただし授与の基準となる勤務期間は勤務地によって変わる                                                           | 2011年8月1日 |          | 発行中 |
| 献身国防記念章     | 献身国防纪念章     |      | 金制 | 戦死した将兵および文職幹部（軍内部で研究、出版、芸術、体育など軍務以外の職に就いたり、軍に付属する機関、学校、病院などで事務を担当している上級職員）への追贈。特に革命烈士と総称 | 2011年8月1日 |          | 発行中 |
| 献身国防記念章     | 献身国防纪念章     |      | 銀制 | 公務が原因で死亡した将兵および文職幹部への追贈 | 2011年8月1日 |          | 発行中 |
| 献身国防記念章     | 献身国防纪念章     |      | 銅制 | 公務が原因で心身に障害が残った将兵および文職幹部 | 2011年8月1日 |          | 発行中 |
| 和平使命記念章     | 和平使命纪念章     |      |      | 国際連合平和維持活動、国際対テロ活動、国際合同軍事演習、対外支援活動などの任に就いた将兵および文職幹部                                                                           | 2011年8月1日 |          |        |
| 重大任務執行記念章 | 执行重大任务纪念章 |      |      | 災害救助、対テロ作戦、その他緊急事態への対応など重大な任務に就いた現役の人民解放軍将兵および文職幹部。記念章の裏に具体的な任務内容が刻まれる                                     | 2011年8月1日 |          |        |
| 作戦任務執行記念章 | 执行作战任务纪念章 |      |      | 軍事作戦任務に就いた現役の人民解放軍将兵 | 2011年8月1日 |          |        |

## 中華人民共和国部門
勲章
- 中国オリンピック委員会勲章 - 未知

褒章
- 鉄道衛士褒章 - 中華人民共和国鉄道部 - 1955年2月10日
- 公安部立功褒章 - 1980年
- 最高人民検察院立功褒章 - 1984年10月16日
- 五一労働褒章 - 中華全国総工会 - 1985年
- 司法部立功褒章 - 1985年7月7日
- 最高人民法院立功褒章 - 1986年10月28日
- 中国青年五四褒章 - 共青団中央（中国語版）、全国青聯（中国語版） - 1997年5月4日
- 言語文化親善褒章 - 中華人民共和国教育部 - 1999年
- 中ラ友情褒章 - 中国-ラテンアメリカ友好協会 - 2001年
- 全国道徳模範 - 中国共産党中央宣伝部、中央文明弁公室（中国語版）、全国総工会、共青団中央、全国婦聯、中央軍委政治工作部 - 2007年9月20日
- 国家安全部立功褒章 - 未知

### 記念章
- 朝鮮戦争記念章 - 中国人民政治協商会議全国委員会（中国語版） - 1952年（発行停止）